# Puente de Transferencia de la Calle 69 del Ferrocarril Central de Nueva York
El Puente de Transferencia de la Calle 69 del Ferrocarril Central de Nueva York  es un puente histórico ubicado en Riverside Park, Nueva York. El Puente de Transferencia de la Calle 69 del Ferrocarril Central de Nueva York se encuentra inscrito  en el Registro Nacional de Lugares Históricos desde el 26 de junio de 2003. 

## Ubicación
El Puente de Transferencia de la Calle 69 del Ferrocarril Central de Nueva York se encuentra dentro del condado de Nueva York en las coordenadas 40°46′44″N 73°59′26″O / 40.778889, -73.990556.